# Sebastián Leto

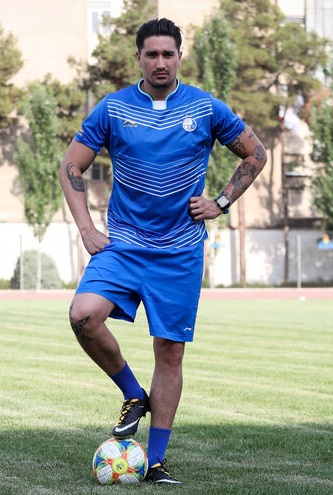
Sebastián Leto no Esteghlal treinando.

Sebastián Eduardo Leto (Alejandro Korn, 30 de agosto de 1986) é um futebolista argentino que atua como atacante. Atualmente joga pelo Panathinaikos.

## Carreira
Se formou nas categorias de base do Lanús, clube no qual estreou no Campeonato Argentino em 2005. Leto chamou a atenção de clubes maiores da Argentina, como River Plate e Racing, mas em agosto de 2007 foi confirmada sua transferência para o Liverpool.

### Liverpool
Leto estreou pelo Liverpool na fase preliminar da UEFA Champions League em um jogo contra o Toulouse que terminou com vitória do clube inglês por 4 a 0. Depois disso, jogou em mais um jogo da Champions e dois da Copa da Liga Inglesa. Ele nunca fez sua estreia na Premier League devido a problemas com seu passaporte, sendo obriagado a jogar pelo time reserva do Liverpool. Em meados de 2007 o passaporte italiano havia sido concedido à Leto, mas este foi posteriormente revogado, tendo que retornar à Argentina para conseguir um visto de trabalho, que também não lhe foi concedido.
Com todos esses problemas para jogar, em 2008, Leto é emprestado por uma temporada ao Olympiakos, onde vence o título do Campeonato Grego e da Copa da Grécia.

### Olympiakos
Depois de render em bom nível na temporada em que esteve emprestado, chamou a atenção do maior rival do Olympiakos, o Panathinaikos, que o contratou em definitivo junto ao Liverpool.

### Panathinaikos
Começou bem no Panathinaikos, na primeira temporada pelo clube conquistou novamente o Campeonato Grego e a Copa da Grécia, mas a lesões começaram a atrapalhar sua carreira, em 25 de janeiro de 2012, sofreu uma lesão no joelho. Os exames feitos em Bolonha, na Itália revelaram que ele ficaria pelo menos 2 meses parado, mas o tratamento não surtia efeito e o prazo aumentou em mais um mês, e finalmente o diagnóstico de que Leto não entraria mais em campo na temporada. Depois da lesão, Leto não recuperou mais o bom futebol, e em 22 de janeiro de 2013 seu contrato com o Panathinaikos foi encerrado.

## Títulos
Olympiakos
- Campeonato Grego: 2008–09
- Copa da Grécia: 2008–09

Panathinaikos
- Campeonato Grego: 2009–10
- Copa da Grécia: 2009–10